# 保石乡
保石乡（羅馬化：bo shy），是中华人民共和国四川省凉山彝族自治州越西县曾经下辖的一个乡。2021年1月12日，撤销保石乡，将其所属行政区域划归竹阿觉镇管辖。

## 行政区划
保石乡撤销前下辖以下地区：
西吉村、克里村、嘎拖村、哈洛村和洛度村。